# Archibald Douglas († 1333)
Sir Archibald Douglas of Liddesdale (genannt Tynman) (* um 1294; † 19. Juli 1333 bei Berwick-upon-Tweed) war ein schottischer Magnat, Militär und Guardian of Scotland zur Zeit der Schottischen Unabhängigkeitskriege.

## Herkunft
Archibald Douglas war der jüngste Sohn von William „le Hardi“ Douglas († 1298) und von dessen zweiten Frau Eleanor († nach 1305). Er wurde möglicherweise 1294 geboren, denn 1296 wird ein zweijähriger Sohn von William Douglas erwähnt.

## Aufstieg zum Magnaten
Als Archibald volljährig wurde, war sein Halbbruder Sir James Douglas der wichtigste Unterstützer des schottischen Königs Robert I. Dank des Einflusses seines Bruders erhielt er in den 1320er Jahren Besitzungen bei Morebattle in Roxburghshire und Kirkandrews in Dumfriesshire, dazu Crimond und Rattrey in Aberdeenshire. 1327 gehörte er im Gefolge seines Halbbruders zu den Anführern eines schottischen Raubzugs nach Nordengland. Nach dem Tod seines Bruders James 1330 war Archibald für die Erziehung von dessen Sohn und Erben Archibald verantwortlich. Seine eigene minderjährige Tochter verheiratete er mit Alexander Bruce, 1. Earl of Carrick, womit er seinen Einfluss steigern konnte.

## Rolle im Zweiten Schottischen Unabhängigkeitskrieg

### Militärische Tätigkeit zu Beginn der Invasion der Enterbten
Zu Beginn des Zweiten Schottischen Unabhängigkeitskriegs, als im Sommer 1332 Edward Balliol mit einer kleinen Armee der sogenannten Enterbten in Schottland einfiel, gehörte Douglas der schottischen Armee an, die unter dem Kommando von Patrick Dunbar, 8. Earl of Dunbar das südliche Ufer des Firth of Forth verteidigen sollte. Die schottische Armee, die das Nordufer verteidigen sollte, erlitt gegen die Enterbten in der Schlacht von Dupplin Moor eine schwere Niederlage. Dadurch gewann Douglas weiter an Bedeutung, da zahlreiche schottische Magnaten in der Schlacht gefallen waren. Zusammen mit dem Earl of Dunbar belagerte er nach der Schlacht die Enterbten in Perth. Als es jedoch in Galloway zu einem Aufstand zugunsten von Balliol gab, brachen die Schotten die Belagerung ab. Douglas zog zusammen mit dem neuen Guardian Andrew Murray nach Galloway. Als Balliol dann auch nach Galloway zog, verfolgten ihn Murray und Douglas, ohne ihn zur Schlacht zu stellen. Zusammen mit John Randolph, 3. Earl of Moray und anderen überraschte er im Dezember 1332 Balliol, als er sich mit nur wenigen Gefolgsleuten in Annan aufhielt. Balliol konnte nur knapp nach England entkommen.

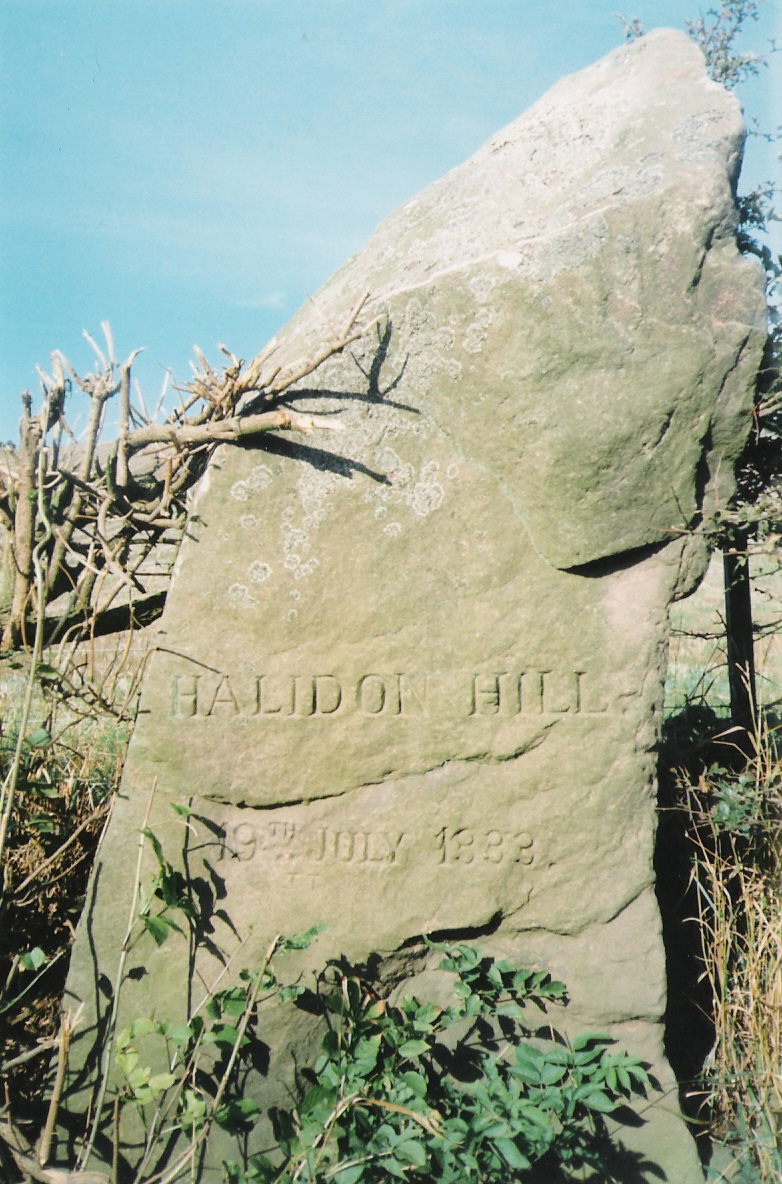
Gedenkstein an die Schlacht bei Halidon Hill, in der Douglas fiel

### Guardian of Scotland
Balliol und die Enterbten wurden nun offen vom englischen König Eduard III. unterstützt. Douglas war dank seines Erfolges bei Annan und wegen des Ansehens seiner Familie der offenkundige Anwärter auf das Amt des Guardian of Scotland, nachdem der bisherige Guardian Andrew Murray im April 1333 in englische Gefangenschaft geraten war. Douglas nutzte das Amt, um sich zu bereichern, indem er Liddesdale und andere Besitzungen in Südschottland zu Unrecht okkupierte. Bereits im März 1333 hatte er einen Überfall nach Cumberland geführt, bei dem Gilsland geplündert wurde. Als im Mai 1333 der englische König Eduard III. die wichtige Grenzstadt Berwick belagerte, stellte Douglas ein Heer zum Entsatz der Stadt auf. Er scheute sich aber, die Engländer in offener Feldschlacht zu stellen. Stattdessen unternahm er einen zerstörerischen Raubzug nach Nordengland, um den englischen König zum Abbruch der Belagerung zu bewegen. Der englische König setzte jedoch die Belagerung fort, und um einen Fall der Stadt zu verhindern, musste Douglas nach Berwick ziehen. In der folgenden Schlacht bei Halidon Hill erlitt das schottische Heer eine vernichtende Niederlage, Douglas selbst fiel in der Schlacht. Seine Strategie hatte die Schotten zu der Schlacht gezwungen, die er eigentlich vermeiden wollte, und nach seinem Tod wurde er für die Niederlage verantwortlich gemacht. Seine beiden Söhne flüchteten ins Exil.

## Ehe und Nachkommen
Archibald Douglas hatte Beatrice Lindsay († nach 1337), eine Tochter von Alexander Lindsay of Crawford geheiratet. Mit ihr hatte er mindestens zwei Söhne und eine Tochter:
- John Douglas († um 1342)
- William Douglas, 1. Earl of Douglas (1327–1384)
- Eleanor Douglas
  - ⚭ Alexander Bruce, 1. Earl of Carrick
  - ⚭ James de Sandilands
  - ⚭  William Tours of Dalry
  - ⚭ Duncan Wallace of Coylton
  - ⚭ Patrick Hepburn of Hailes

Seine Witwe geriet 1335 bei der Eroberung von Cumbernauld Castle durch Edward Balliol in Gefangenschaft. Seine beiden Söhne flüchteten nach der Niederlage von Halidon Hill ins Exil nach Frankreich, wo sein ältester Sohn John starb. Sein jüngerer Sohn konnte nach seiner Rückkehr aus Frankreich sein Erbe antreten und wurde 1358 zum Earl of Douglas ernannt.